# طبقة الصوت المثالية 2
طبقة الصوت المثالية 2 (بالإنجليزية: Pitch Perfect 2)‏ هو فيلم موسيقى وكوميديا أمريكي من إنتاج وإخراج إليزابيث بانكس وتأليف كاي كانون. هو تتمة لفيلم سنة 2012 نغمة مثالية 2. الفيلم يركز على مجموعات فتيات مغنيات في الجامعة، وهو من بطولة آنا كيندريك وريبيل ويلسون وبريتني سنو وهيلي ستاينفيلد وسكايلر أوستن وآدم ديفين والكسيس ناب وإليزابيث بانكس.
صدر الفيلم في 15 مايو 2015 وتلقى مراجعات إيجابية من النقاد ووصلت إيراداته إلى 198 مليون $، متفوقاً على الفيلم الأصلي (115.4 مليون دولار) في غضون 5 أيام فقط. هو أيضاً أصبح أعلى أفلام الكوميديا الموسيقية دخلاً، متجاوزاً فيلم مدرسة الروك (131.3 مليون دولار).

## طاقم التمثيل

### باردن بيلاز
- آنا كيندريك
- ريبيل ويلسون
- هيلي ستاينفيلد
- بريتاني سنو
- أليكسيس ناب
- هانا ما لي
- إيستر دين
- كريسي فيت
- كيلي جاكل
- شيلي ريغنر

### شخصيات إضافية
- سكايلر أستين
- آدم ديفاين
- كيتي ساغال
- آنا كامب
- بن بلات
- بيرجيت جور سورينسن
- فلوفا بورغ
- جو لو تريوغليو
- ريجي واتس
- جون هودغمان
- جايسون جونز
- جون مايكل هيغينز
- إليزابيث بانكس
- سنوب دوغ
- ديفيد كروس
- كيجان مايكل كي
- كيثر دونوهو
- سي.جي.بيري
- غرين باي بيكرز (لاعبون)
- بليك شيلتون
- كريستينا أغيليرا
- فاريل ويليامز
- آدم ليفين
- روبن روبرتس
- بينتاتونيكس (فريق)
- بن ماسالا (فريق)
- ذا فيلهارمونيك

## مصدر
1. ↑  وصلة مرجع: http://www.imdb.com/title/tt2848292/. الوصول: 21 مايو 2016.
2. ↑  وصلة مرجع: http://www.metacritic.com/movie/pitch-perfect-2. الوصول: 21 مايو 2016.
3. ↑  وصلة مرجع: http://www.filmaffinity.com/en/film798063.html. الوصول: 21 مايو 2016.
4. ↑  "PITCH PERFECT 2 (12A)". المجلس البريطاني لتصنيف الأفلام. 20 أبريل 2015. مؤرشف من الأصل في 2018-07-25. اطلع عليه بتاريخ 2015-04-20.
5. ↑  مذكور في: قاعدة بيانات الأفلام التشيكية السلوفاكية. لغة العمل أو لغة الاسم: التشيكية. تاريخ النشر: 2001.
6. ↑  Brent Lang (7 مايو 2015). "Box Office: 'Mad Max: Fury Road,' 'Pitch Perfect 2′ Eye $40 Million Openings". فارايتي (مجلة). (شركة بينسكي الإعلامية  [لغات أخرى]‏). مؤرشف من الأصل في 2018-08-15. اطلع عليه بتاريخ 2015-05-08. {{استشهاد ويب}}: استعمال الخط المائل أو الغليظ غير مسموح: |عمل= (مساعدة)
7. ↑  "Pitch Perfect 2 (2015)". بوكس أوفيس موجو. مؤرشف من الأصل في 2019-04-28. اطلع عليه بتاريخ 2015-05-30.
8. ↑  "List of Top Grossing Music Comedy Films, 1984-Present". Box Office Mojo. مؤرشف من الأصل في 2019-03-01. اطلع عليه بتاريخ 2014-12-13.

## روابط خارجية
- طبقة الصوت المثالية 2 على موقع IMDb (الإنجليزية)
- طبقة الصوت المثالية 2 على موقع ميتاكريتيك (الإنجليزية)
- طبقة الصوت المثالية 2 على موقع روتن توميتوز (الإنجليزية)
- طبقة الصوت المثالية 2 على موقع نتفليكس (الإنجليزية)
- طبقة الصوت المثالية 2 على موقع قاعدة بيانات الأفلام العربية
- طبقة الصوت المثالية 2 على موقع ألو سيني (الفرنسية)
- طبقة الصوت المثالية 2 على موقع أول موفي (الإنجليزية)
- طبقة الصوت المثالية 2 على موقع بوكس أوفيس موجو (الإنجليزية)
- طبقة الصوت المثالية 2 على موقع فيلمافينيتي (الإسبانية)
- طبقة الصوت المثالية 2 على موقع قاعدة بيانات الأفلام السويدية (السويدية)